# Chlorodrepana rothi
Chlorodrepana rothi es una especie de polilla de la familia Geometridae. La especie fue descrita por primera vez por William Warren habiendo sido descrita en 1899, con distribución en la costa de Nigeria y Camerún. El holotipo de la especie fue descrita en los alrededores de la ciudad de Warri, Nigeria. Tiene cierto parecido con la C. aequisecta. El nombre de la especie se debe al apellido de un zoólogo conocido de Warren quien envió el holotipo para su categorización y taxonomía.

## Descripción
C. rothi es una especie inconfundible, los dos tercios basales de las alas anteriores son de color verde oscuro. Es una polilla mediana con una envergadura de 39 milímetros (1,5 plg). Las alas anteriores cuentan con un borde costal pálido, las posteriores con borde costal rojizo, ambas alas con el borde distal gris púrpura muy ancho y separado del color de fondo por una línea blanquecina irregular. Los colores de las alas están separados por una línea pálida desde la costa, oblicua hacia afuera hasta la vena 6, curvada verticalmente hasta la vena 4, luego curvada hacia adentro hasta el margen interno. Los puntos terminales son bastante grandes y negros.
Las alas posteriores cuentan con sólo la mitad basal verde, la costa es ampliamente rosada y el margen interno estrechamente rosado con motas fuscosas. Cuenta con una mancha negra ovalada a cada lado de la vena 3.: Notas 1  La parte inferior de las alas es fulviosa con frecuentes lúnulas negras precedida por una serie de lúnulas blancas anchas. La cabeza y los palpos son de marrón a negro, el vértice y los hombros color piedra. El tórax es verde, el abdomen ocre grisáceo, teñido a lo largo del dorso de rosado.